# Chakir Boujattaoui
Chakir Boujattaoui (né le 16 janvier 1983 à Nador) est un athlète marocain, spécialiste du demi-fond et du fond, ainsi que du 3 000 m steeple.

## Palmarès
| Date | Compétition             | Lieu     | Résultat | Épreuve     | Temps          |
| ---- | ----------------------- | -------- | -------- | ----------- | -------------- |
| 2009 | Championnats panarabes  | Damas    | 2e       | 3 000 m st. | 8 min 40 s 36  |
| 2009 | Jeux de la Francophonie | Beyrouth | 1er      | 5 000 m     | 13 min 42 s 72 |
| 2009 | Jeux de la Francophonie | Beyrouth | 2e       | 3 000 m st. | 8 min 41 s 06  |

Ses meilleurs temps sont :
- 3 000 m : 	7:41.21 à Lausanne 	07/07/2009
- 5 000 m : 	13:09.62 à Rome 	10/07/2009
- 3 000 m steeple : 8:13.83 à Pescara lors des Jeux méditerranéens, le 02/07/2009 (médaille d'argent).